# Raphael Saadiq
Raphael Wiggins, bedre kendt som Raphael Saadiq, er en soul/funk sanger og komponist fra USA.

## Diskografi
- Instant vintage (2002)
- All hits at the house of blues (Live) (2003)
- Ray Ray (2004)
- The Way I See It (2008)